# Gustau Navarro i Barba
Gustau Navarro i Barba   (Barcelona, 1960) és un antropòleg i historiador català.
Docent de la Universitat Oberta de Catalunya, de la Universitat de Sàsser i de l'Istituto Magistrale di Sassari, és membre fundador del grup d'antropologia visual de l'Institut Català d'Antropologia on va fer diferents audiovisuals etnogràfics. És d'ençà del 14 de desembre del 2018 el cap de l'Ofici de l'Alguer de la Delegació del Govern català a Itàlia.

## Biografia
Apassionat de la cultura popular ha estat docent a la Universitat Catalana d'Estiu i del "Diploma Universitari de Postgrau en Gestió i Animació de la Cultura Popular" de la Universitat Ramon Lull, en aquest camp va realitzar un treball de recerca pel Centre de Promoció de la Cultura Popular i Tradicional Catalana "La Mare de Déu d'Agost, Sant Roc i Sant Gos: el reflex dels cicles bubònics en el calendari festiu (Arenys i Bétera com a exemple)” durant els anys 1992,1993 i 1994. Va col·laborar amb el cineasta Francesc Bellmunt en la realització de la pel·lícula El complot dels anells.
El 1990 va publicar, amb Pere Ribera el llibre Diccionari Polític. També amb Pere Ribera foren els compiladors d'Ascendent Catalunya llibre recull d'articles polítics del professor i escriptor Xavier Romeu. Portaveu de Catalunya Lliure, va ser un dels detinguts el 1992 en l'operació del jutge Baltasar Garzón contra el independentistes catalans. El 1999 va guanyar el Premi Tomàs Garcès de Sociolingüística pel treball “El Català de l'Alguer i la legislació sarda i italiana”. Membre de la comissió mixta de treball entre Generalitat de Catalunya-Ciutat de l'Alguer en representació de la Generalitat de Catalunya durant els anys 2003-2008, aquesta acció institucional el porta a organitzar els encontres del Conseller en Cap de la Generalitat de Catalunya Josep Bargalló ó amb el President de Sardenya Renato Soru, el Síndic de l'Alguer Marco Tedde i la Presidenta de la Província de Sàsser Alessandra Giudici el novembre de l'any 2005, tot un procés d'activitat diplomàtica que portarà l'Alguer a incorporar-se a la Fundació Ramon Llull el 2008 i a la creació de la Seu de Representació de la Generalitat a l'Alguer el 2009 amb Josep-Lluís Carod-Rovira com a Vicepresident del Govern de la Generalitat. Ha desenvolupat una intensa activitat com a periodista col·laborant amb Vilaweb des dels seus inicis i sent responsable de l'edició algueresa d'aquest mitja durant un llarg període, durant de l'any 2008 al 2011 fou corresponsal a Itàlia del setmanari El Triangle. Una part dels seus articles com a corresponsal a Itàlia estan recollits en un llibre publicat el 2009 centrat en la figura de Silvio Berlusconi. Entre el 2005 i el 2008 va escriure el bloc Apunts des de l'Alguer. Ha promogut un projecte de documental per explicar la història de l'Església de Santa Maria de Montserrat a Roma. Influenciat per l'obra del polític i pensador sard Antonio Gramsci el 2007 per encàrrec de la revista sarda Camineras ha realitzat el treball "Gramsci per Terre Catalane" on parla de la influència gramsciana als Paisos Catalans. El 2008 fou un dels membres de la Junta Directiva d'Amical Viquipèdia, actualment Amical Wikimedia, i participà en el procés pel reconeixement del viquipedisme català per part de la Wikimedia Fondation, fet que es produí el 7 de juny de 2013.
El seu coneixement de Sardenya l'ha portat a estudiar la cultura Nuràgica, dita cultura és un dels elements que provoca més sorpresa a qui visita per primera vegada l'Illa de Sardenya i descobreix les siluetes de les característiques torres nuràgiques que omplen el paisatge sard, el 2010 ha publicat  "La Cultura Nuràgica de Sardenya" llibret introductori a una cultura desconeguda del gran públic internacional, però mereixedora per ella sola d'una visita a Sardenya.